# Engelspietà

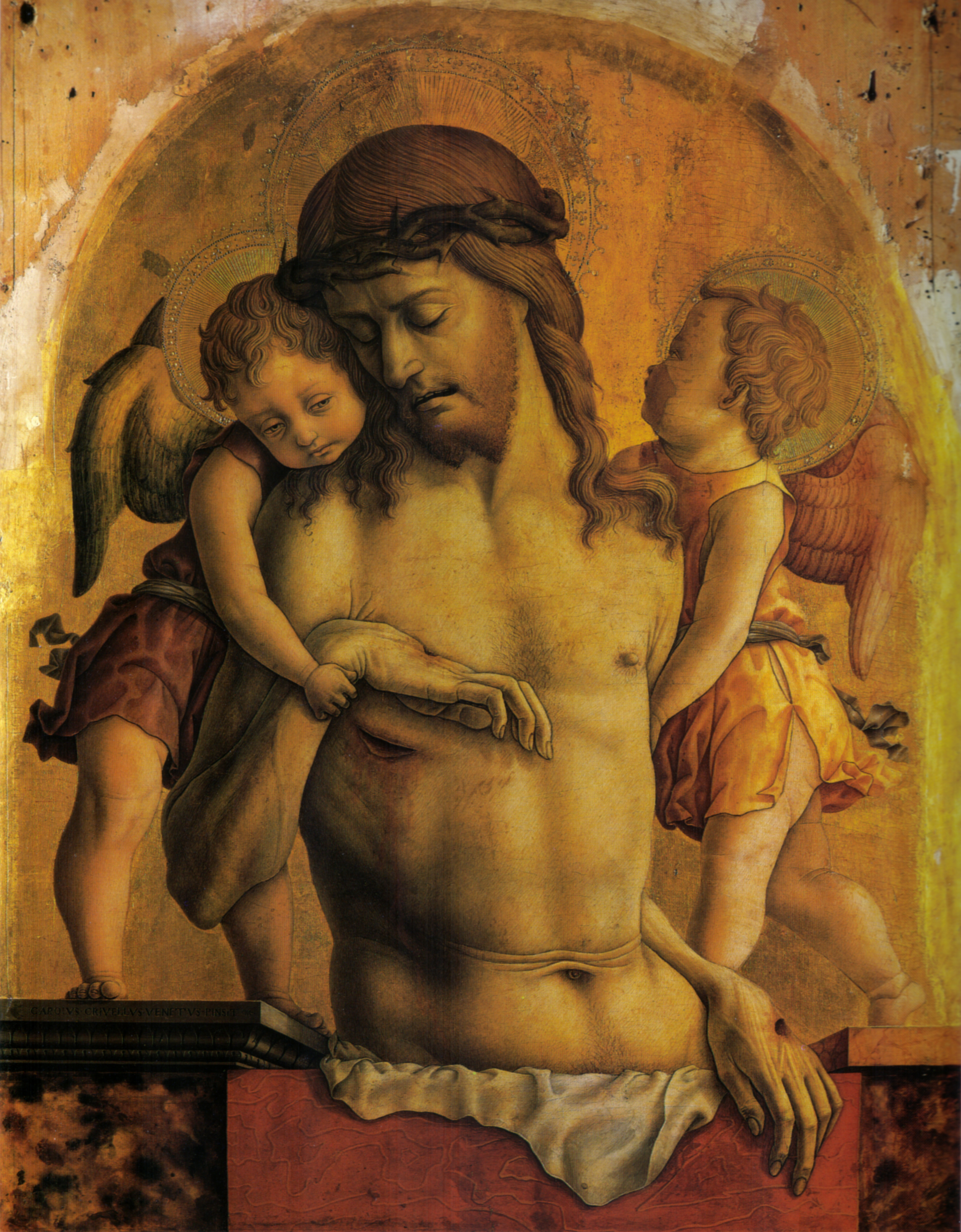
Pietà von Carlo Crivelli, etwa 1470

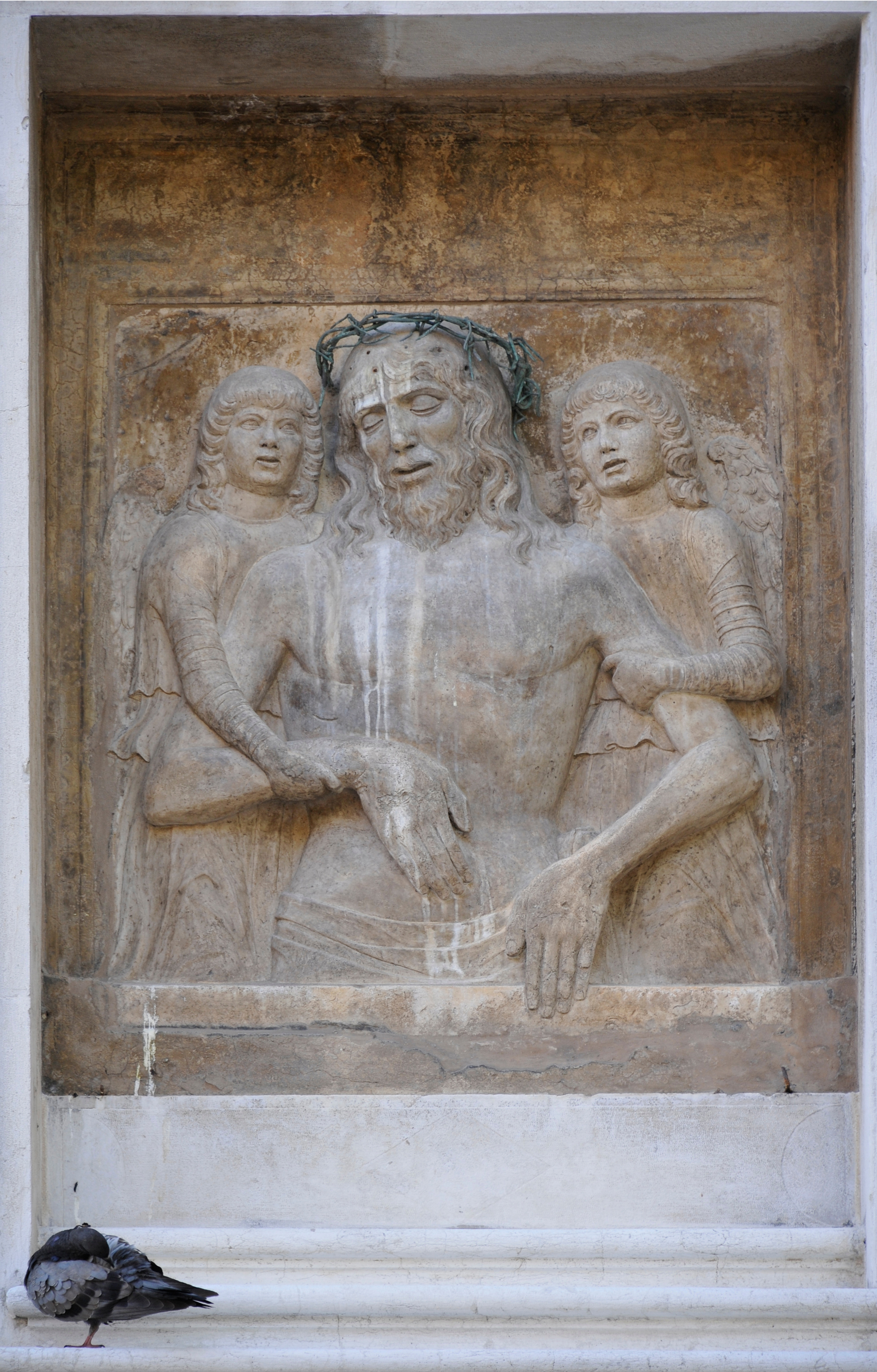
Steinrelief paduanischer Schule, 15. Jh., an der Gesuati Kirche, Venedig

Eine Engelspietà ist ein Andachtsbild, das den Leichnam Jesu Christi darstellt, halb- oder ganzfigurig mit den Kreuzigungswunden und der Seitenwunde, aber nicht am Kreuz befestigt, sondern von einem oder mehreren trauernden Engeln gehalten, angebetet oder beklagt. Die Bezeichnung Engelspietà leitet sich davon ab, während bei der gewöhnlichen Pietà die Gottesmutter den Leichnam hält.
Das Motiv der Engelspietà war im 13. Jahrhundert besonders in Frankreich und Italien verbreitet. Französische Bilder bevorzugen nur einen Engel an der Seite; in Italien umgeben mehrere Engel den in der Mitte dargestellten Christus.
Das Motiv des von Engeln beweinten Schmerzensmannes stammt aus dem deutschsprachigen Raum des 14. Jahrhunderts. Oft wird er mit einem Kelch dargestellt, in dem sich sein Blut sammelt.